# 清金門鎮總兵署
清金門鎮總兵署位于中華民國福建省金門縣金城鎮北門里，前身是許獬的「叢青軒」，後來被改建為金門鎮總兵的辦公處所。後來建築物曾被金門縣政府等機關使用，目前建物則作為文物展示館。
該建築在1991年11月23日被指定為三級古蹟，《文化資產保存法》修法後改為金門縣县定古迹。

## 历史
清金門鎮總兵署的前身是明朝翰林院編修許獬的書齋「丛青轩」。據《許氏族譜》的記載，康熙十九年（1680年）陈龙成為首任金門鎮總兵後，原本在金門城北門外辦公，但因「艱於子息，有嗾之家於浦者，壬戌（1682年），陳遂移駐吾家，於是荒城兵墟漸成堅壘。」:36。而之所以要遷移衙署位置，還有金門城一帶因為海禁遷界等因素衰敗，而後浦人丁旺盛的因素。同治七年（1868年），總兵署改為協鎮署。
民國三年（1914年）金門設縣後，次年該建築改為金門縣公署。民國38年（1949年）後，建築先後為金門防衛司令部、福建省政府、金門戰地政務委員會、自衛總隊部、警察局、臨時縣議會等等機構所使用。
民國80年（1991年）建築被指定為古蹟後，金門縣警察局在民國84年（1995年）遷出，之後民國85年（1996年）4月進行整修。民國89年（2000年）12月間一度借用為行政院處理試辦兩岸通航事務金門行政協調中心，成為中華民國政府的小三通前進指揮部。經多方討論後，民國91年（2002年）中，始將該建築定位為「清金門鎮總兵署史料館」，往回復歷史場景及相關文物展示的方向規劃。民國93年（2004年），內部展示布置完成。

## 建筑风格
總兵署是四進兩廊式的四合院建築，中間有正堂，東西夾兩室，西室存放文書，東室則是貯餉庫:36。旁有將裨官廳，兩廊有吏、戶、禮、兵、刑、工及本稿等房:36。總兵署儀門外設有土地祠和材官廳，大門外設有旗廳，左右蓋鼓吹亭:36。南邊有轅門，設有木柵環繞，東邊有右營防汛廳:36。在暖閣後有穿堂及內署，中有嘯月軒，東邊是東花廳:36。
前庭院非常宽阔，种植許多榕树。后庭院有一棵數百年树龄的木棉树。

## 图片集

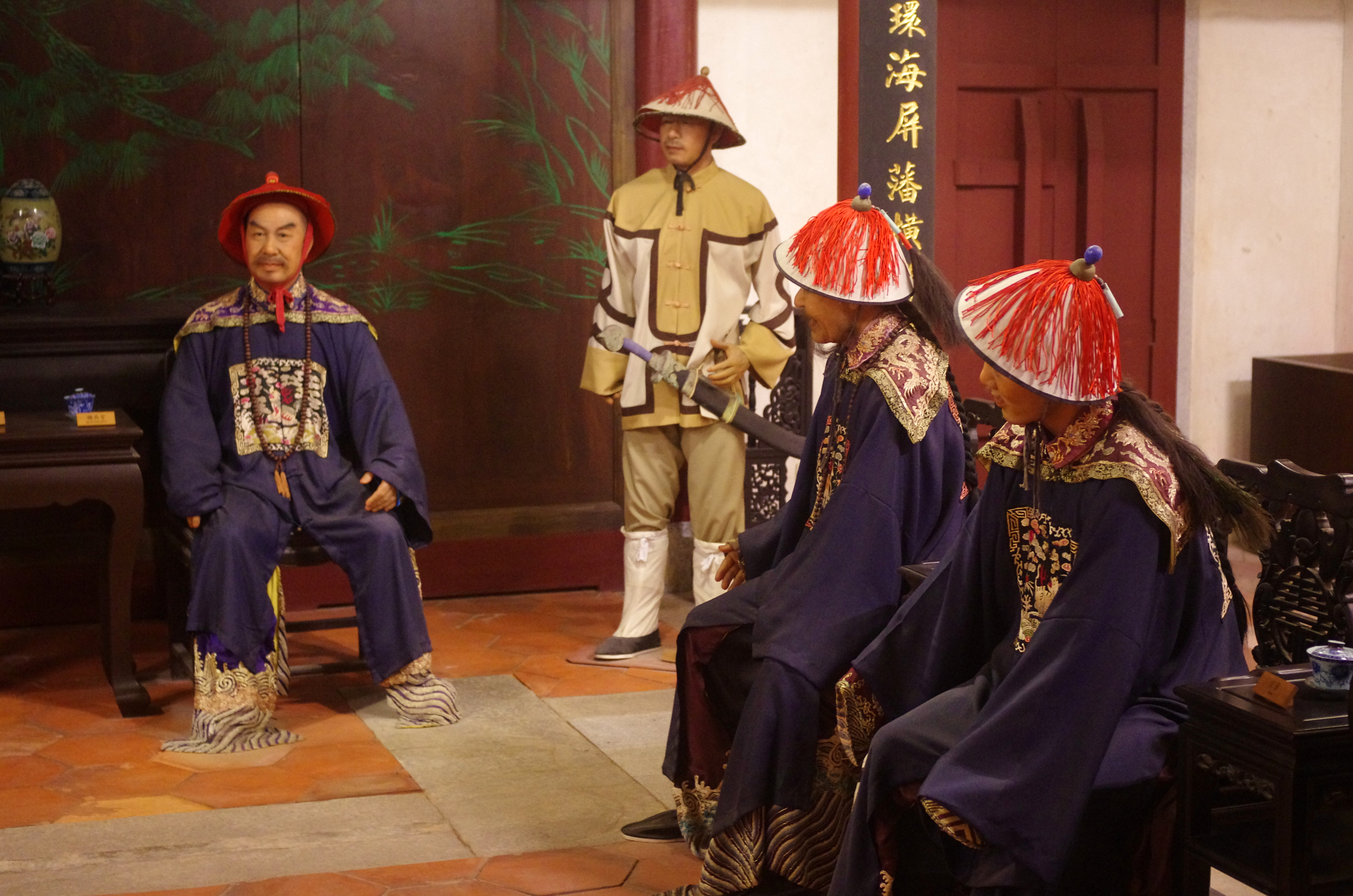
清朝军官以及清朝军人蜡像
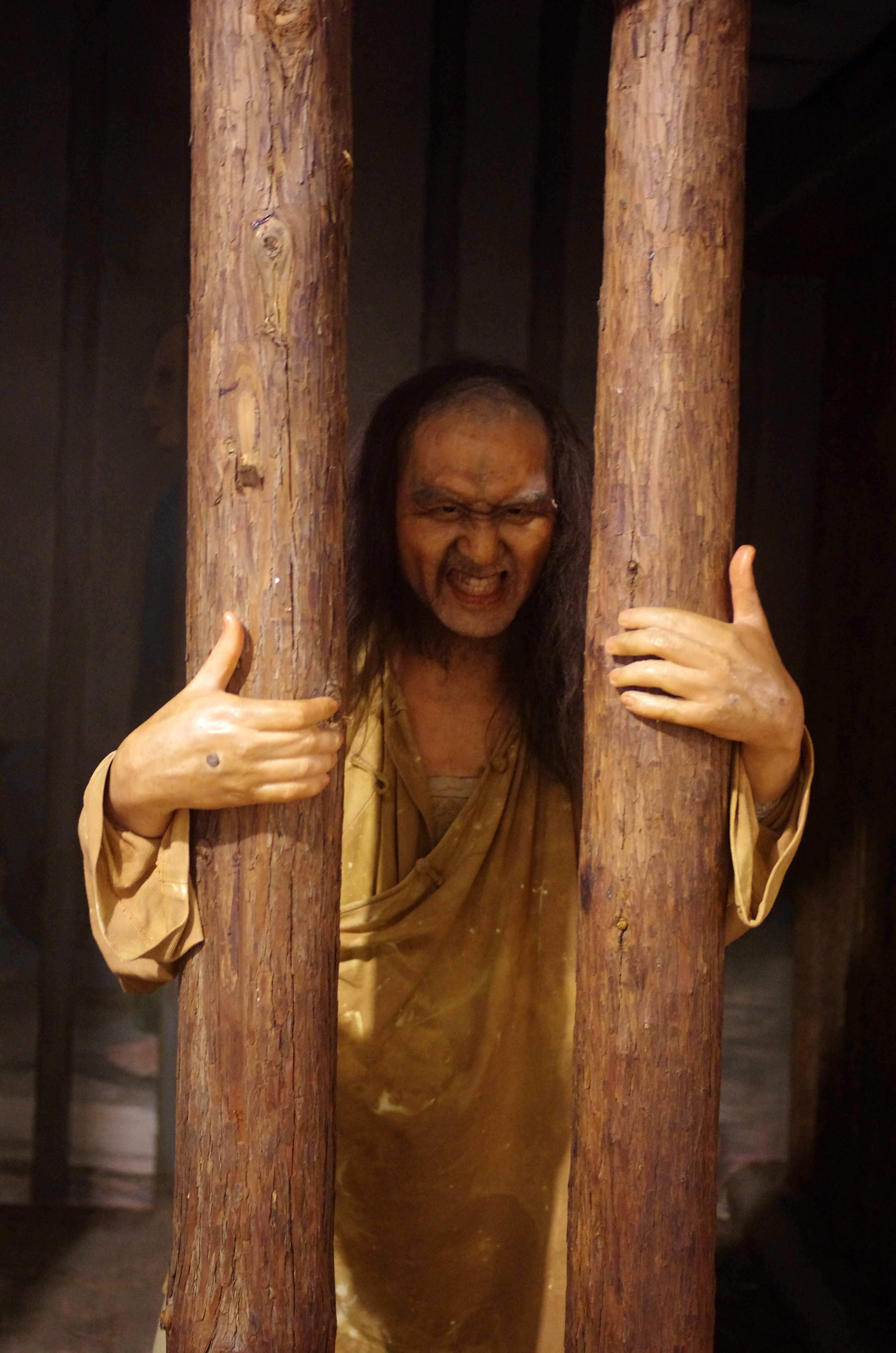
清金門鎮總兵署底层监狱囚犯蜡像
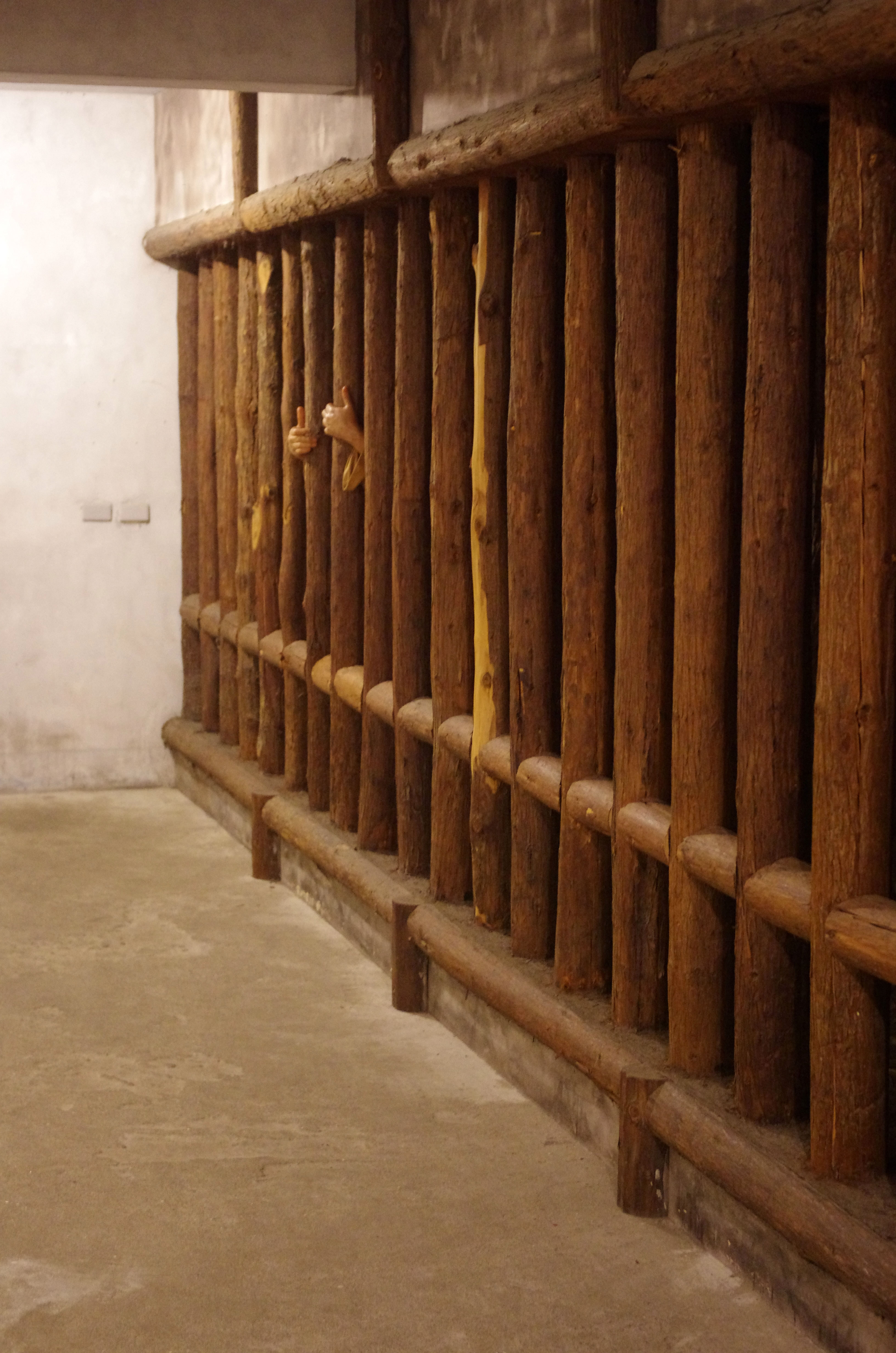
清金門鎮總兵署底层监狱
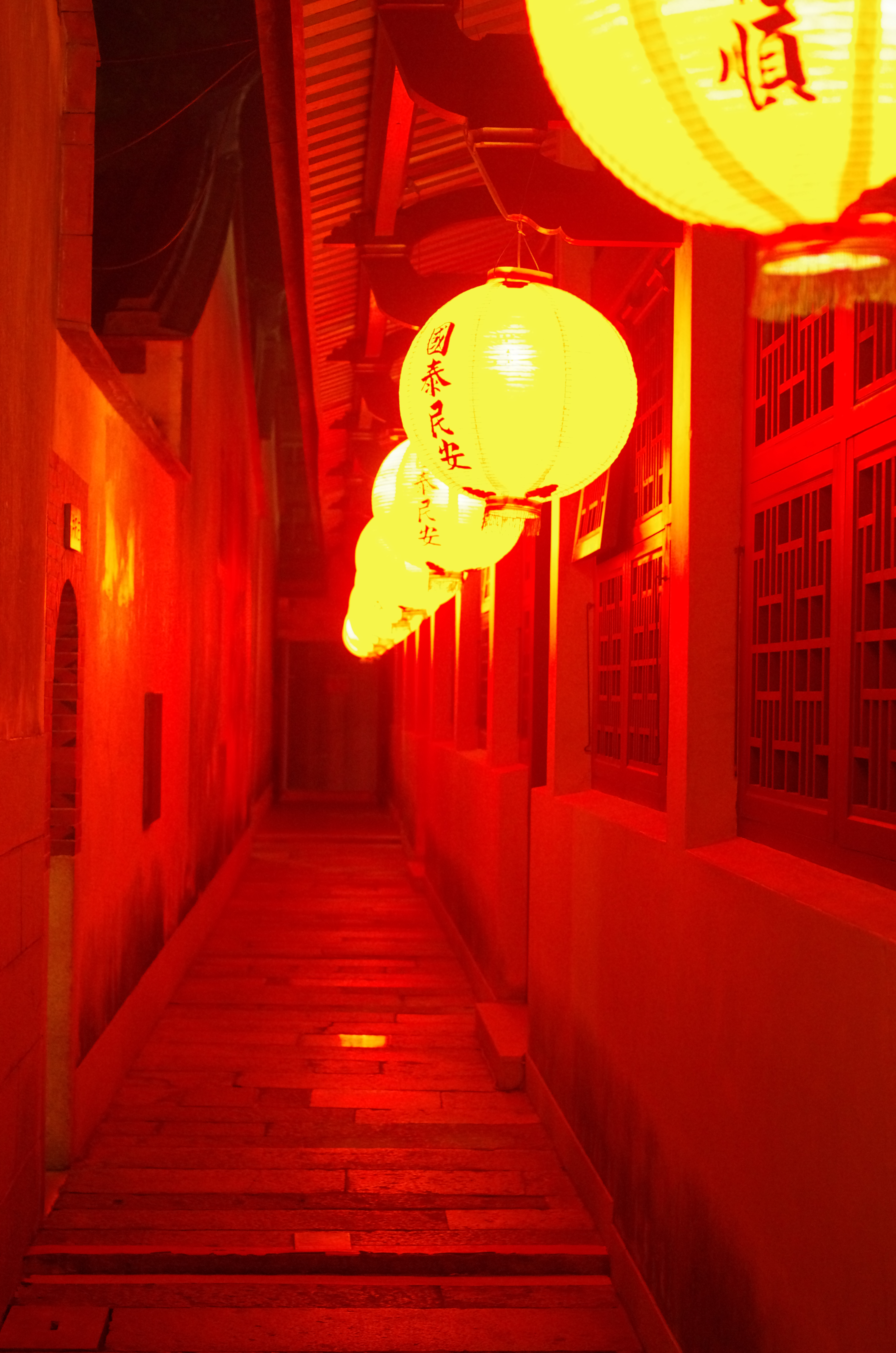
清金門鎮總兵署办公室
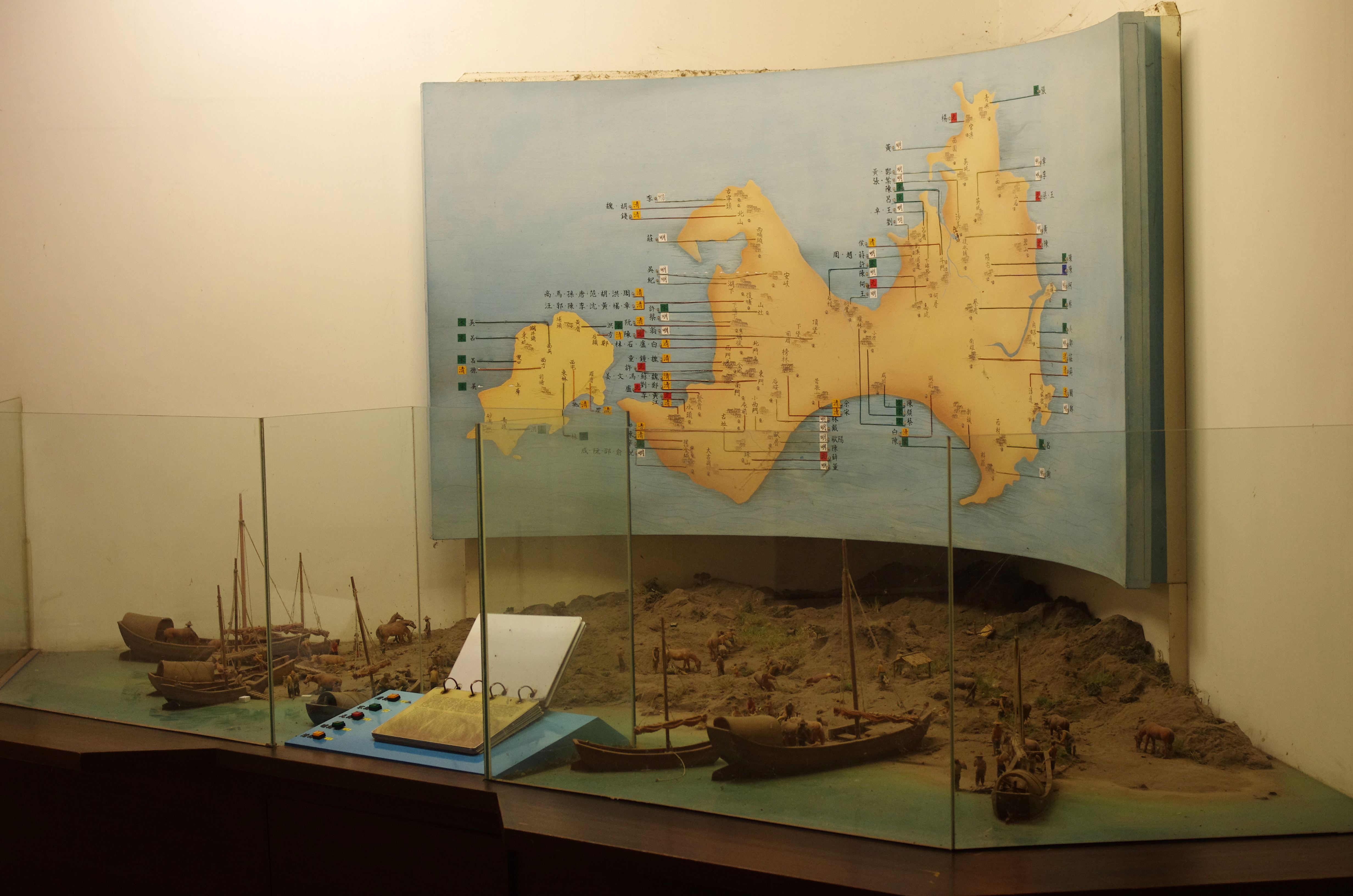
清朝海军陆军于金门部署单位地图
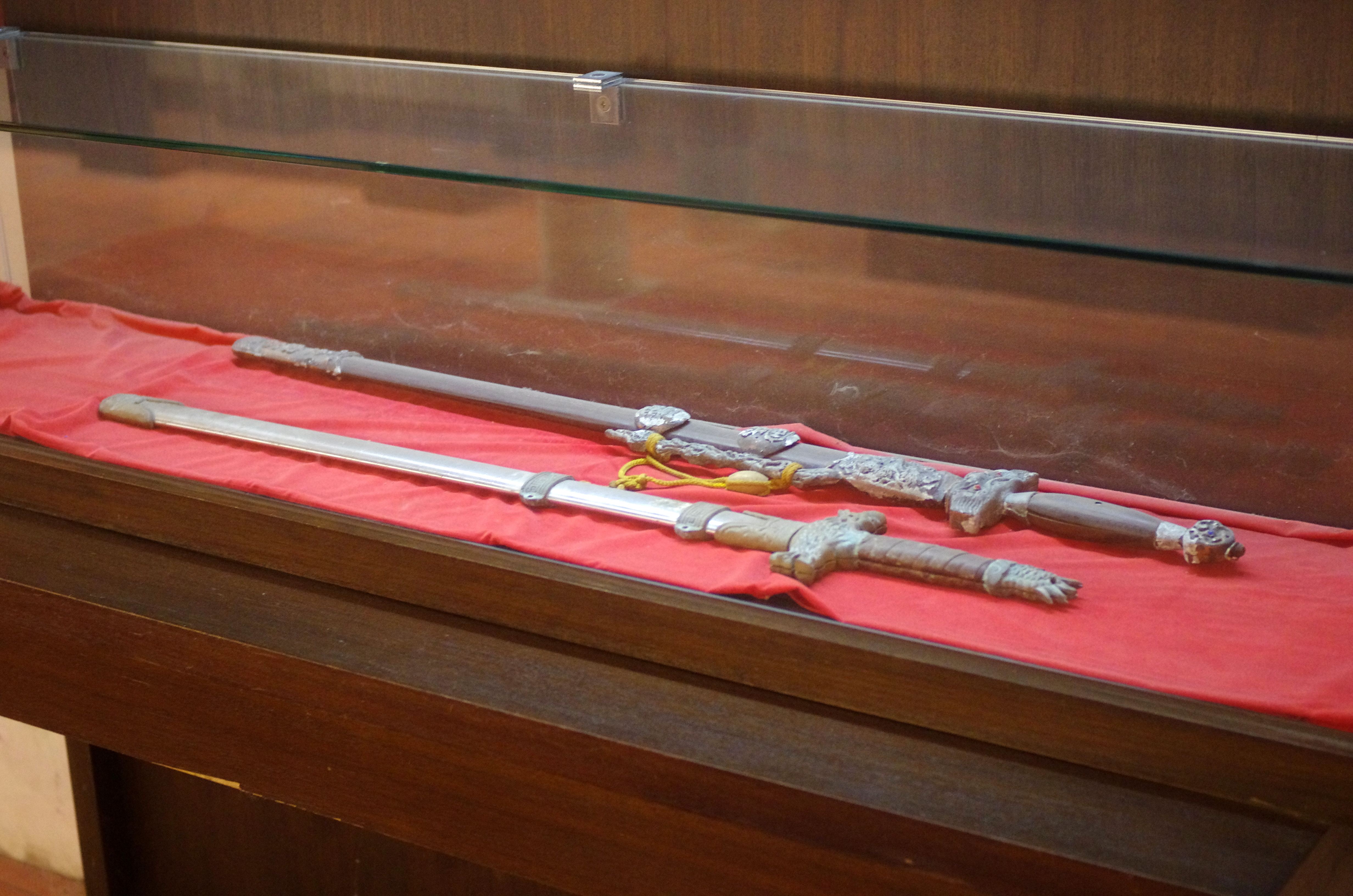
金门军人用的武器
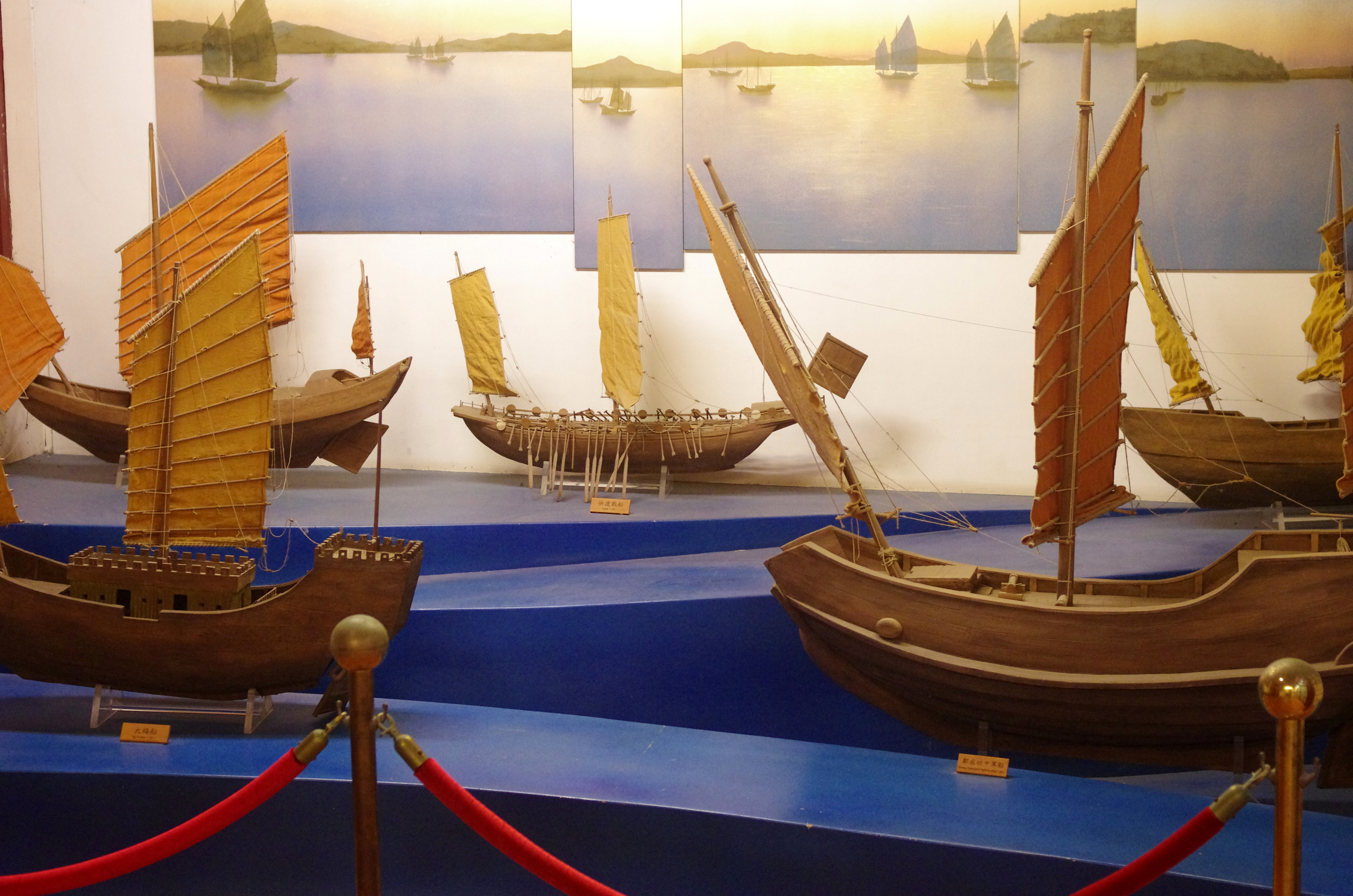
驻扎金门海军军舰图
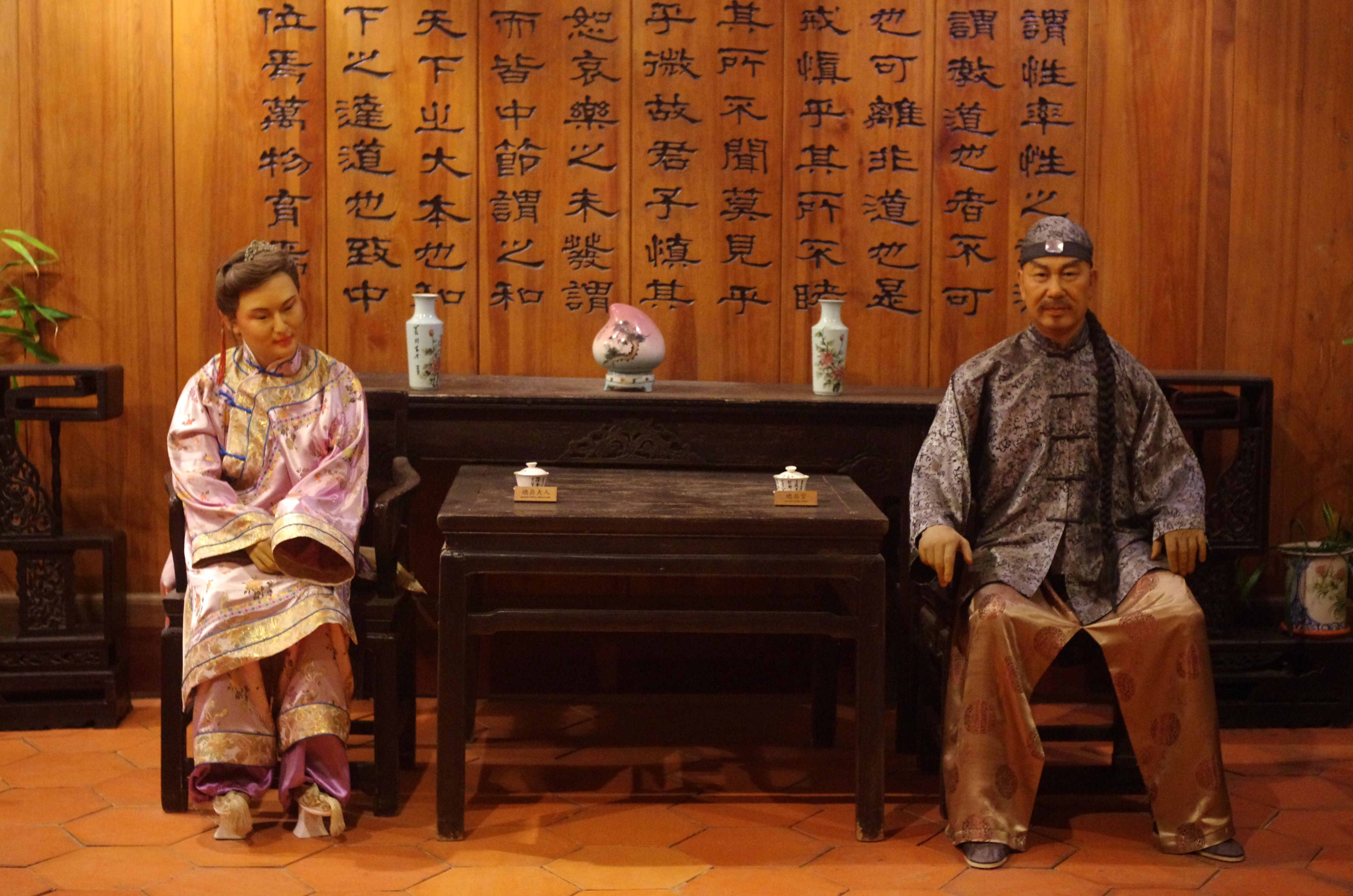
清朝军官以及夫人人蜡像
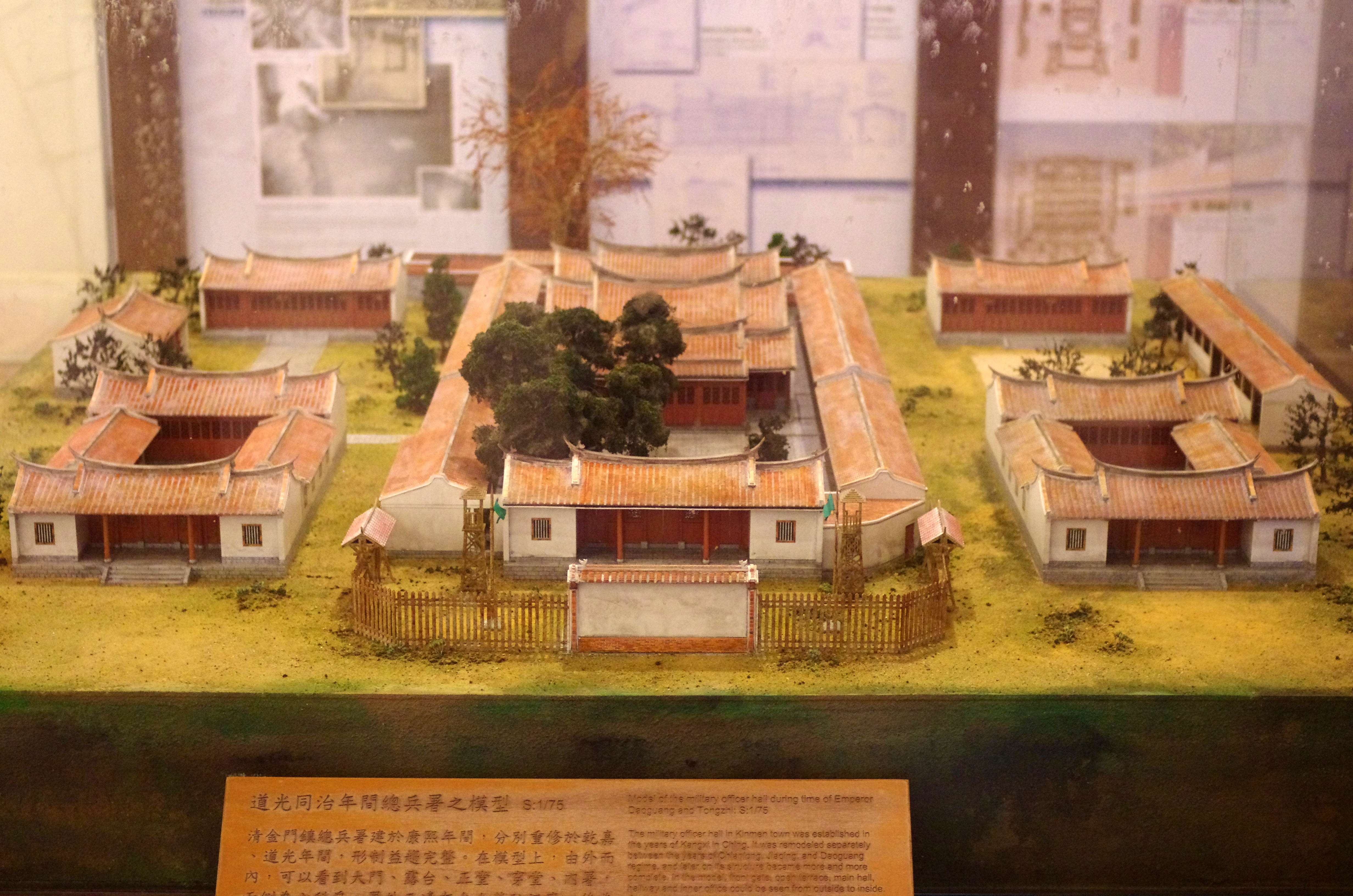
清金門鎮總兵署模型
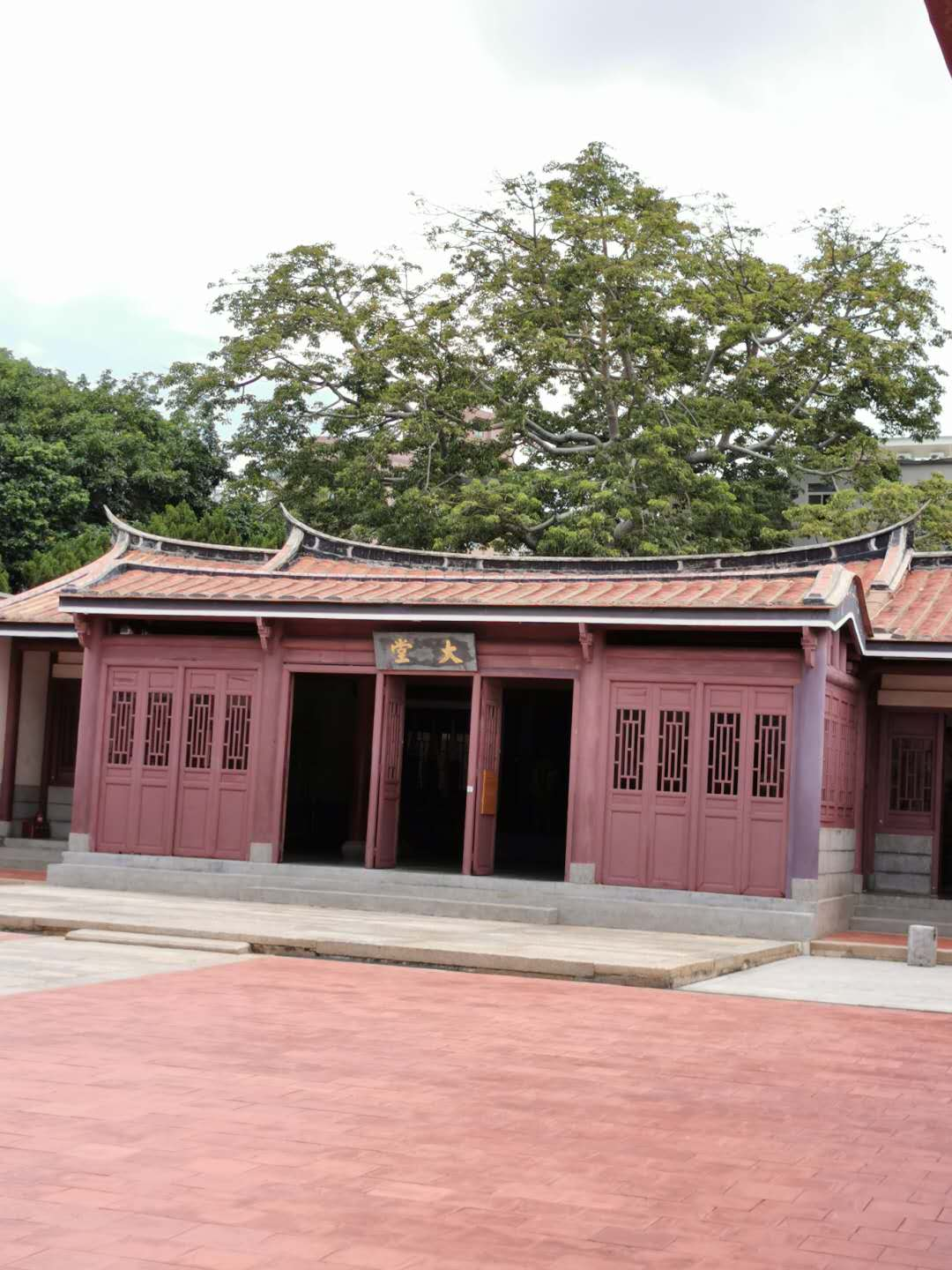
署內長有東南亞最高大的百年木棉
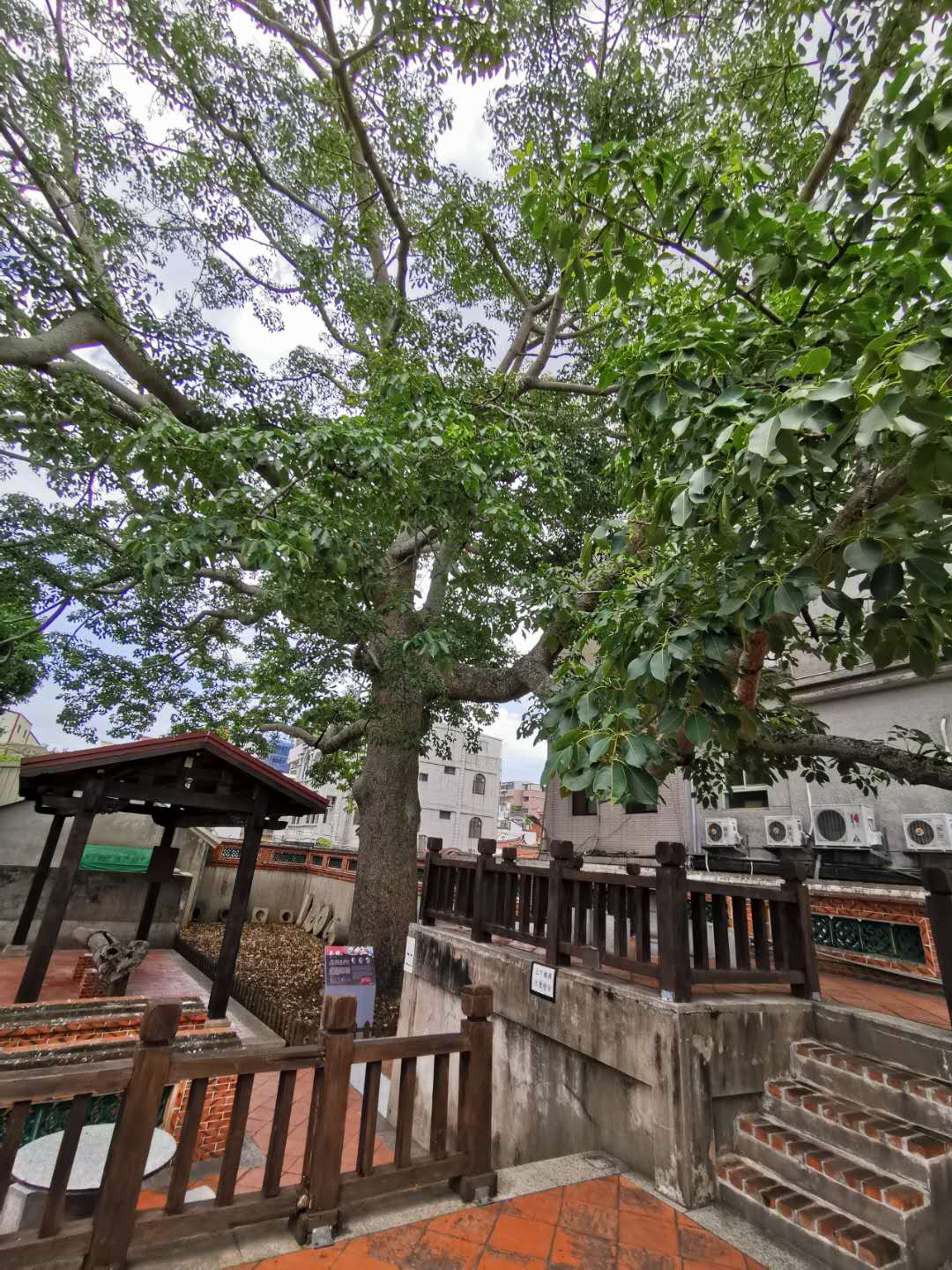
署內長有東南亞最高大的百年木棉
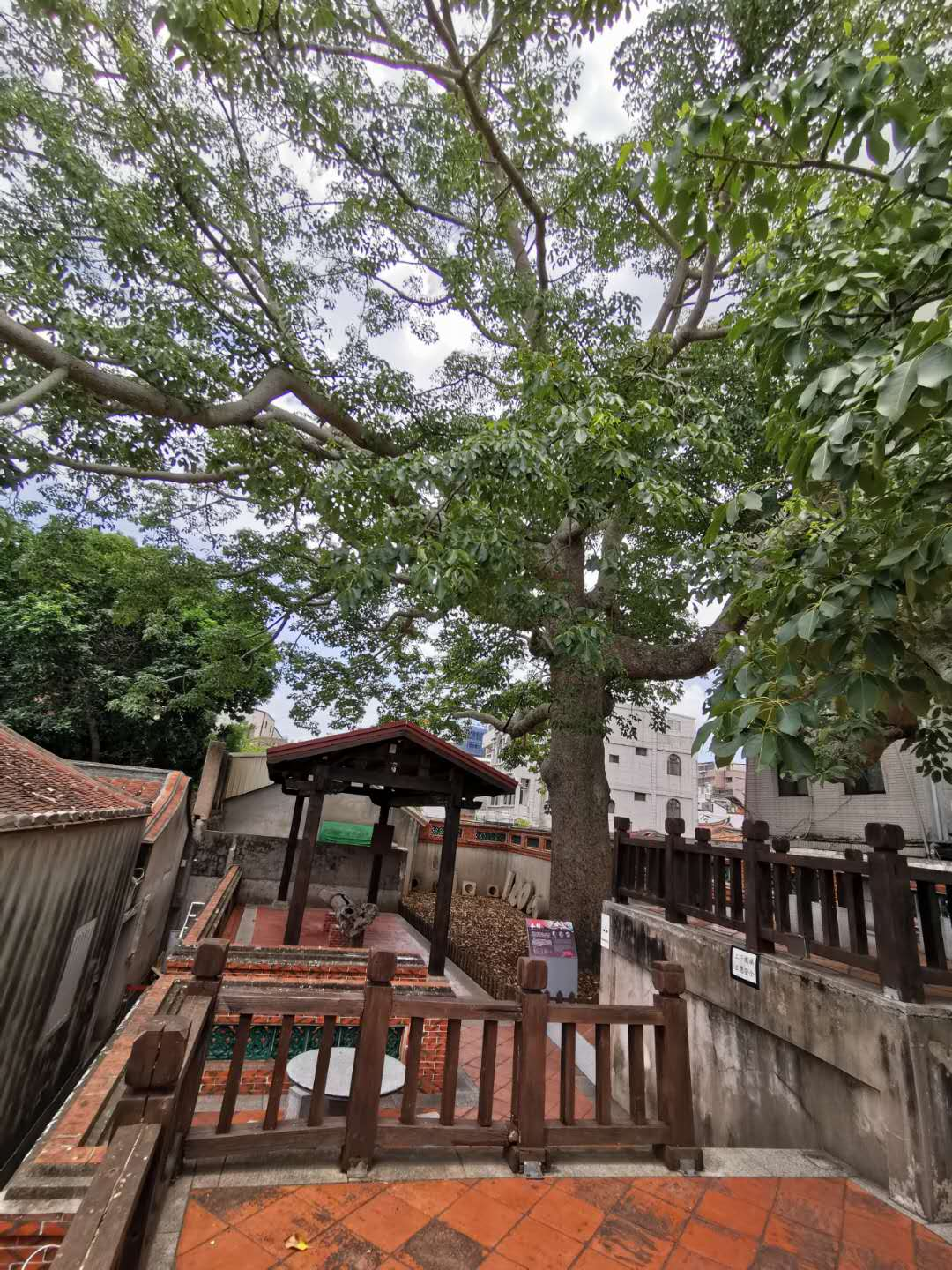
署內長有東南亞最高大的百年木棉

## 参看
- 金門鎮
- 金門縣文化資產